# 吴稚英

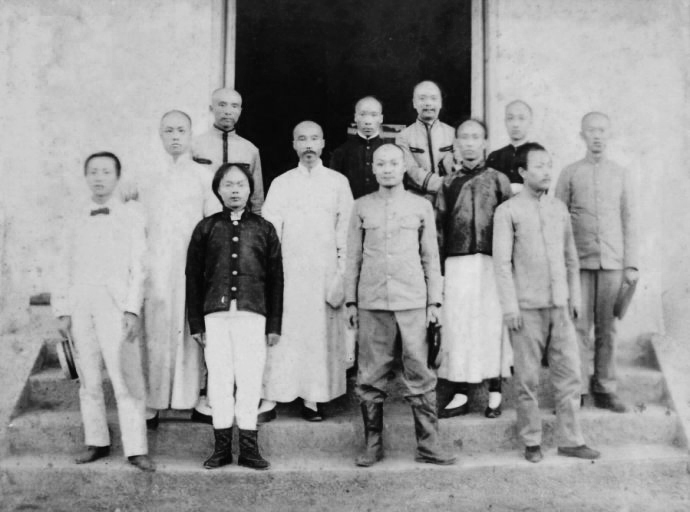
1898年，吴殿英、吴稚英等人在湖北编练新军时期的照片。二排中立者为吴殿英，左一为吴稚英，后排右二为庄蕴宽。

吴稚英（1864年—1913年），江苏常州人，清末民初政治人物。吴殿英之子。

## 生平
吴稚英和赵凤昌为好朋友，和黎元洪同岁。1896年，张之洞重任湖广总督，吴稚英的父亲吴殿英被邀请前往湖北，负责组织训练湖北护军。由于此前，吴稚英已经被赵凤昌调到湖北当官，所以吴殿英也被赵凤昌说服，来到湖北任职。
1907年2月，清廷以“狂悖无法”将吴殿英撤职严办，不久吴殿英便逝世了。吴稚英也遭到株连而被免职，此后患病，于1913年病逝。